# Trieste (onderzeeboot)

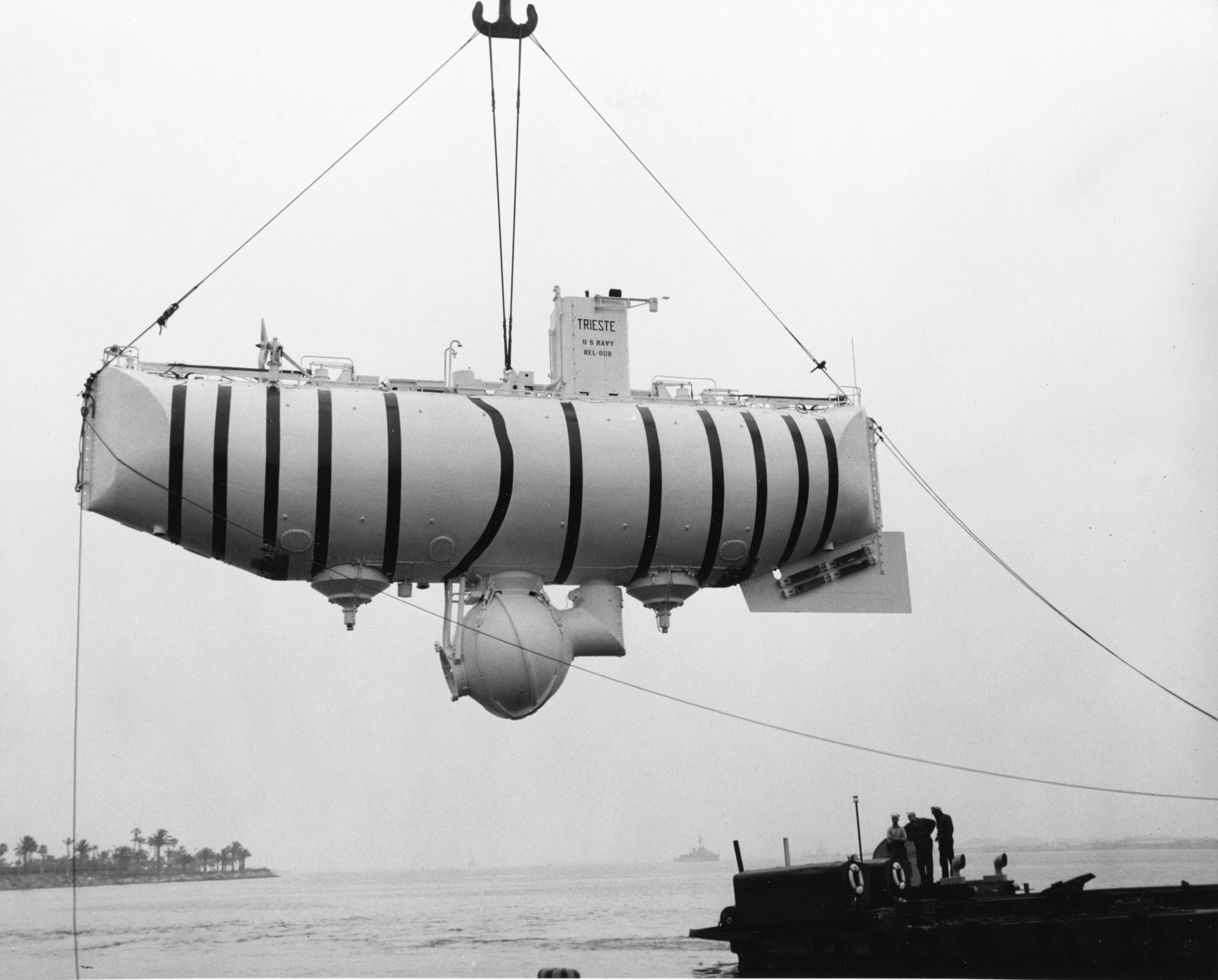
De Trieste terwijl deze uit het water getakeld wordt

Schematische weergave van de Trieste

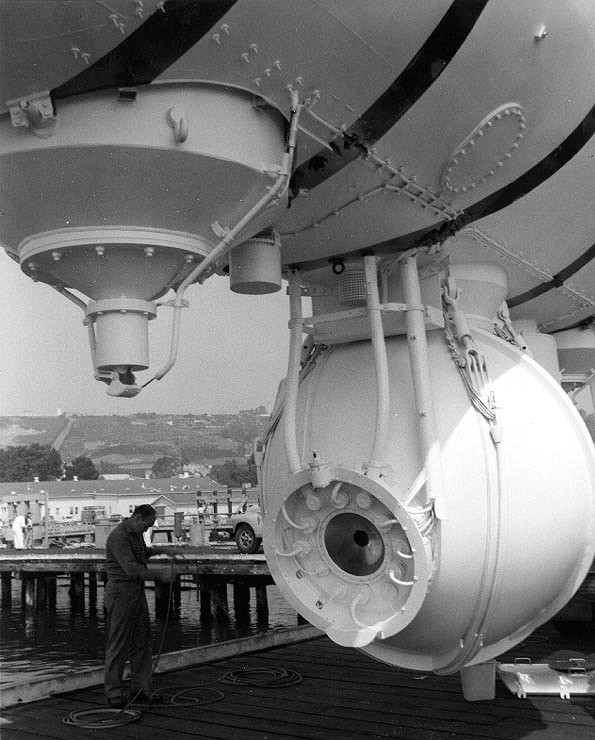
Close-up van de drukcabine van de Trieste

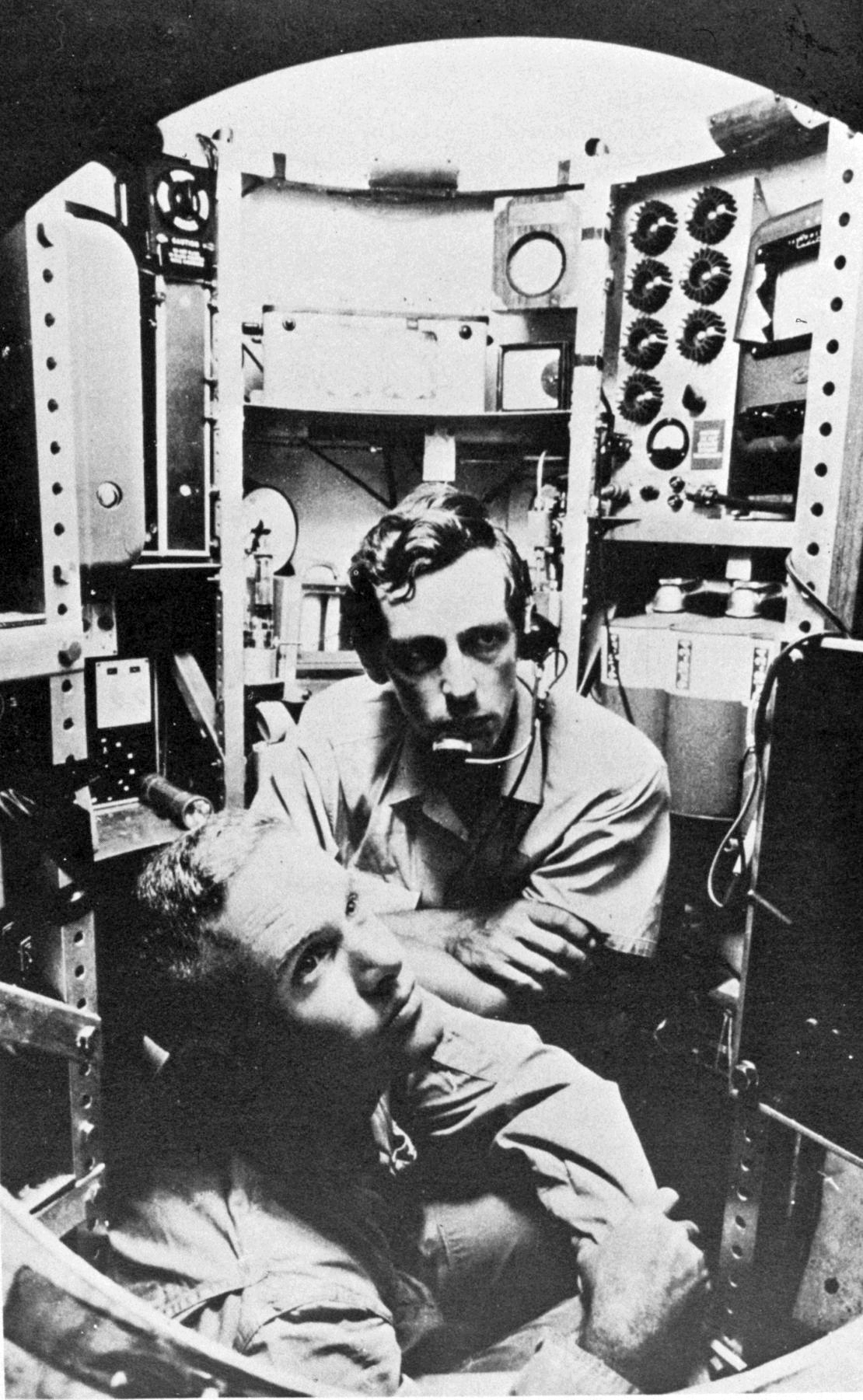
Don Walsh en Jacques Piccard in de Trieste

De Trieste is een Zwitserse bathyscaaf voor een bemanning van twee personen. De Trieste heeft op 23 januari 1960 een diepterecord gevestigd van 10.911 meter in de Challengerdiepte in de Marianentrog. De duik werd op 25 maart 2012 herhaald door James Cameron.
In 1995 bereikte de Japanse (onbemande) sonde Kaikō de bodem van de Marianentrog. Deze sonde ging verloren in 2003. Op 31 mei 2009 haalde een Amerikaanse hybride sonde de bodem.

## Ontwerp
De Trieste werd ontworpen door de Zwitserse wetenschapper Auguste Piccard. De drukcabine van de Trieste werd in eerste instantie vervaardigd in Italië in de provincie Triëst. Later is de drukcabine vervangen door een in Duitsland vervaardigd exemplaar. De Trieste werd voor het eerst te water gelaten in 1953 in de buurt van Napels in de Middellandse Zee. Het ontwerp was gebaseerd op een eerder ontwerp van Piccard, de FNRS-2, voor de Franse marine. Na enkele jaren van onderzoek in de Middellandse Zee, werd de Trieste in 1958 verkocht aan de Amerikaanse marine voor 250 000 dollar.
De Trieste bestond uit een vlotterkamer die met petroleum was gevuld voor drijfvermogen en een afzonderlijke drukkamer. Dit ontwerp stond toe dat men vrijer kon duiken dan met een bathysfeer, die wordt neergelaten aan een kabel.
Aanvankelijk was de Trieste 15 meter lang en had een serie vlotters, die samen 85 m³ petroleum bevatten. Petroleum is lichter dan water. Gas was onbruikbaar, want dat zou door de grote waterdruk samengeperst worden.
De drukcabine bood plaats aan twee personen. De cabine had een compleet eigen lifesupport, met een gesloten rebreathersysteem dat koolstofdioxide uit de lucht verwijderde en zuurstof toevoegde.
Waarnemingen werden in de Trieste gedaan met het blote oog. Dit was mogelijk door een ruit van plexiglas, de enige transparante stof die bij de wanddikte van de cabine sterk genoeg was om de druk te weerstaan. Verlichting buiten werd voorzien door elektrische lampen.
De Trieste bevatte negen ton aan ballast in de vorm van stalen kogeltjes. De ballast werd meegenomen in door elektromagneten afgesloten ballasttanks, zodat bij een stroomstoring de Trieste automatisch zijn ballast zou lozen en naar de oppervlakte drijven.

## De duik in de Marianentrog
De Trieste vertrok vanuit San Diego op 5 oktober 1959 op weg naar Guam. Hij sloot zich aan bij het vrachtschip Santa Maria, om aan Project Nekton deel te nemen - een reeks zeer diepe duiken in de Marianentrog.
Op 23 januari 1960 bereikte de Trieste de oceaanbodem in de Deep Eiser (het diepste zuidelijke deel van de Marianentrog). Aan boord waren Jacques Piccard (zoon van Auguste Piccard) en luitenant Don Walsh. Dit was de eerste keer dat een bemand schip het diepste punt in de oceanen had bereikt. De systemen aan boord wezen op een diepte van 11 521 m, hoewel dit later werd herzien naar 10 916 m. Nauwkeurigere metingen, gedaan in 1995, hebben aangetoond dat de werkelijke diepte 10 911 meter was.
De afdaling duurde 4 uur en 48 minuten. Na het passeren van de grens van 9000 meter diepte, brak een van de buitenste plexiglazen ruiten. De twee bemanningsleden brachten nauwelijks twintig minuten op de oceaanbodem door, terwijl ze chocoladerepen aten om op kracht te blijven. De temperatuur in de cabine bedroeg slechts 7 °C. Terwijl ze op de bodem bij deze maximumdiepte zaten, konden Piccard en Walsh (onverwacht) met het oppervlakteschip communiceren, de USS Wandank II ATA-204, gebruik makend van een sonar/hydrofoon. Bij een snelheid van bijna 1,5 km per seconde (ongeveer vijf keer de snelheid van geluid in lucht), vergde het ongeveer 7 seconden voor een stembericht het oppervlakteschip bereikte, en nog eens 7 seconden voor het antwoord terugkeerde.
Terwijl ze op de bodem waren, claimden Piccard en Walsh kleine schollen en botten waar te nemen. Omdat vissen op deze diepte niet kunnen overleven, is het waarschijnlijker dat zij ongewervelden als zeekomkommers hadden gezien. Zij merkten op dat de bodem van de trog uit een "diatomeeënsoep" bestond.
Daarna ondernamen ze de stijging, die 3 uur en 15 minuten vereiste. Op 25 maart 2012 deed de Canadese filmregisseur James Cameron deze duik van ongeveer 11 000 meter over met zijn duikboot de Deepsea Challenger.